# Муханово – Самара
Муханово – Самара – газопровід у Самарській області Росії.
Ще в першій половині 1940-х до Самари подали природний газ по трубопроводу Похвістнєво – Самара. Втім, зі зростанням споживання його можливостей стало недостатньо, тому в 1957-му ввели в дію першу нитку газопроводу Муханово – Самара довжиною 120 км, який подав продукцію Мухановського нафтогазового родовища. В подальшому систему доповнили другою ниткою, а джерелом ресурса для прокачки став Отрадненський газопереробний завод, введений в 1962-му для роботи з супутнім газом. Прокладені по трасі Муханово – Самара нитки мають діаметр 500 мм та 700 мм.
Також можливо відзначити, що вже у 1962-му природний газ подали до міста Тольятті, де тільки-но ввели в дію перший потужний промисловий об’єкт – завод синтетичного каучуку.
На момент спорудження газопроводу з Муханово споживачами значними блакитного палива у Самарі могли бути Самарська ДРЕС та Безіменська ТЕЦ. В 1970-х роках до них приєдналась Самарська ТЕЦ, втім, на той час до міста вже вивели потужні газопровідні системи Мокроус – Самара та Оренбург – Самара. 